# Terre de violence
Pour plus de détails, voir Fiche technique et Distribution.
Terre de violence (titre original : Amore e sangue) est un film italo-allemand de Marino Girolami sorti en 1951.

## Synopsis
Peppe, membre de la Camorra, puissante mafia napolitaine, parvient à s'évader de prison et tue Paolo qui l'avait fait condamner à sa place. Dès lors Peppe est recherché par les autorités mais aussi par la Camorra elle-même.

## Fiche technique
- Titre original : Amore e sangue
- Réalisation : Marino Girolami
- Scénario : Ernst Marischka et Paola Ojetti d'après une histoire de Gino de Santis et Ernst Marischka
- Directeur de la photographie : Anchise Brizzi
- Montage : Loris Bellero
- Musique : Renzo Rossellini
- Costumes : Dario Cecchi
- Décors : Max Mellin et Rolf Zehetbauer
- Production : William A. Szekeley
- Genre : Film d'action, melodrame
- Pays :  Italie,  Allemagne
- Durée : 86 minutes (1 h 26)
- Date de sortie :
  -  Italie : 5 avril 1951
  -  Allemagne de l'Ouest : 11 mai 1951

## Distribution
- María Montez (VF : Jacqueline Porel) : Dolores
- Massimo Serato (VF : Yves Furet) : Peppuccio dit « Peppe »
- Hans Söhnker : Marco
- Carlo Giustini : Paolo
- Mirella Uberti : Nennella
- Folco Lulli : Pietro
- Alan Curtis (VF : Jean-François Laley) : Paolo Giacomo
- Josef Meinrad (VF : Howard Vernon) : Otto
- Siegfried Breuer (VF : Jacques Erwin) : le magistrat
- Liana Del Balzo